# قائمة ألقاب وأوسمة التاج البرتغالي
هذه قائمة بألقاب وأوسمة التاج البرتغالي والتي تحدد العديد من ألقاب الملوك في مملكة البرتغال عندما كانت الملكية لا تزال قائمة.

## القاب حملها عاهل مملكة البرتغال

### الإمبراطوريات
- إمبراطور البرازيل" [1][2]

### ممالك
- ملك المملكة المتحدة لبرتغال والبرازيل والغرب*
- ملك البرتغال
- ملك الغرب
- ملك شلب*

### إمارات
- أمير البرتغاليين*

### الدوقية
- دوق البرتغال*

### كونتية
- كونت البرتغال*

### مجلس اللوردات
- لورد سبتة*
- لورد الكاسير في إفريقيا*
- لورد غينيا

## القاب حملها وريث واضح من مملكة البرتغال

### إمارات
- أمير البرتغال*
- أمير البرازيل*
- الأمير الملكي للبرتغال والبرازيل والغرب*
- الأمير الملكي للبرتغال

### الدوقية
- دوق براغانزا
- دوق غيمارايش

### مركيز
- ماركيز فيلا فيسوزا

### كونتيات
- كونت غيمارايش
- كونت أرايولوس
- كونت أوريم
- كونت نيفا
- كونت فاريا

### تنظيمات العسكرية
- السيد الأكبر فرسان القديس ميخائيل المجنح
- السيد الأكبر فرسان السيدة حبل بلا دنس من فيلا فيسوزا
- السيدة الكبرى فارسات القديسة إيزابيل[3]

## ألقاب التي يحملها الوريث المملكة البرتغال

### إمارات
- أمير بيرا

### الدوقية
- دوق بارسيلوس

### كونتيات
- كونت بارسيلوس